# Google Cardboard

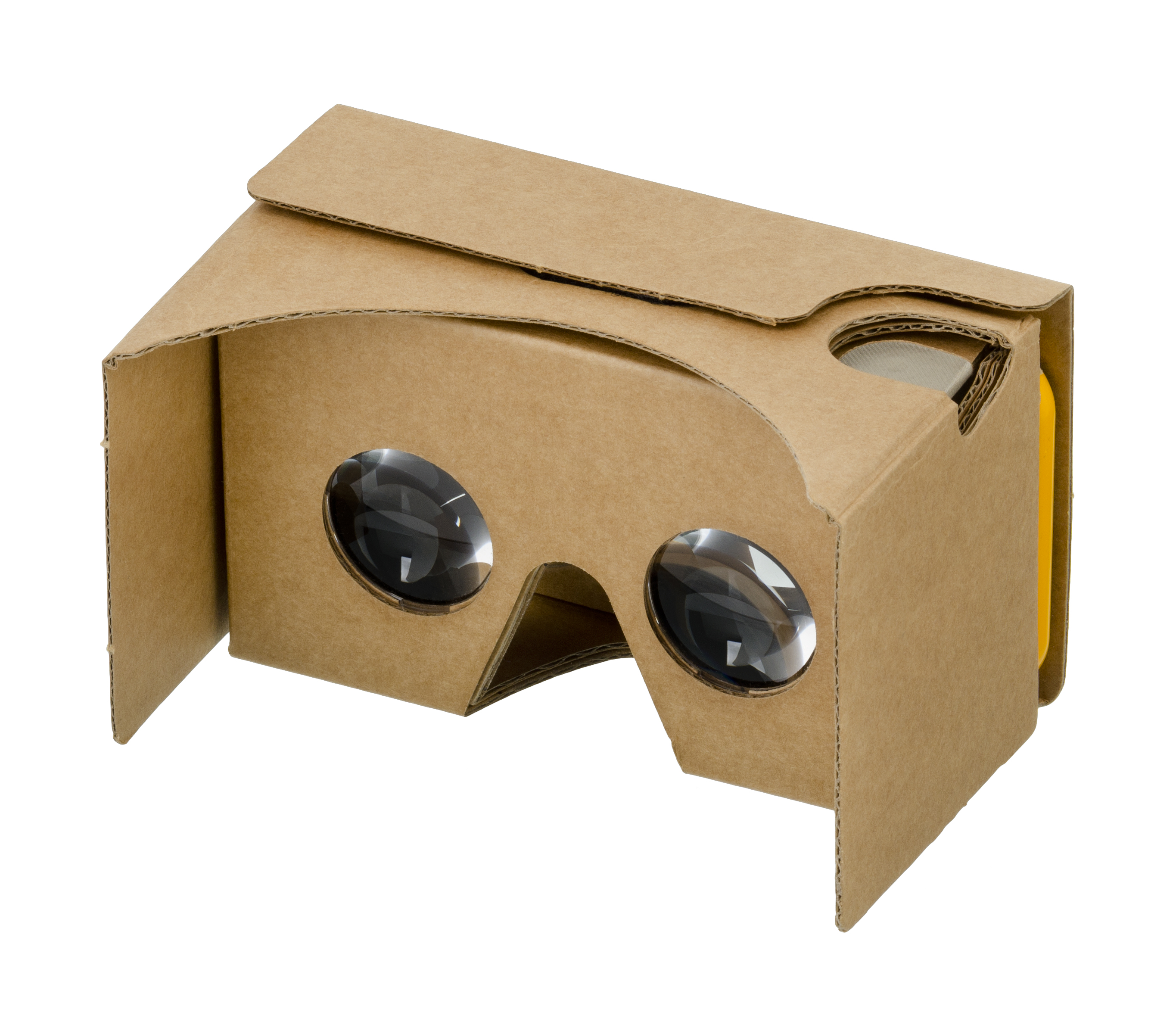
Andra generationens Google Cardboard.

Google Cardboard är VR-glasögon (head-mounted display) som utvecklats av Google för att uppleva virtuell verklighet (VR) via en smartphone. Plattformen är tänkt som en lågkostnadsalternativ för att uppmuntra intresset och utvecklingen av VR-applikationer. Google offentliggjorde Cardboard i samband med Google I/O 25 juni 2014. Användaren kan antingen skapa en egen Cardboard från enkla, billiga komponenter med hjälp av specifikationer som offentliggjorts av Google, eller köpa en färdigbyggd. För att använda produkten placerar användaren en smartphone på baksidan av produkten och tittar genom linserna i fronten.

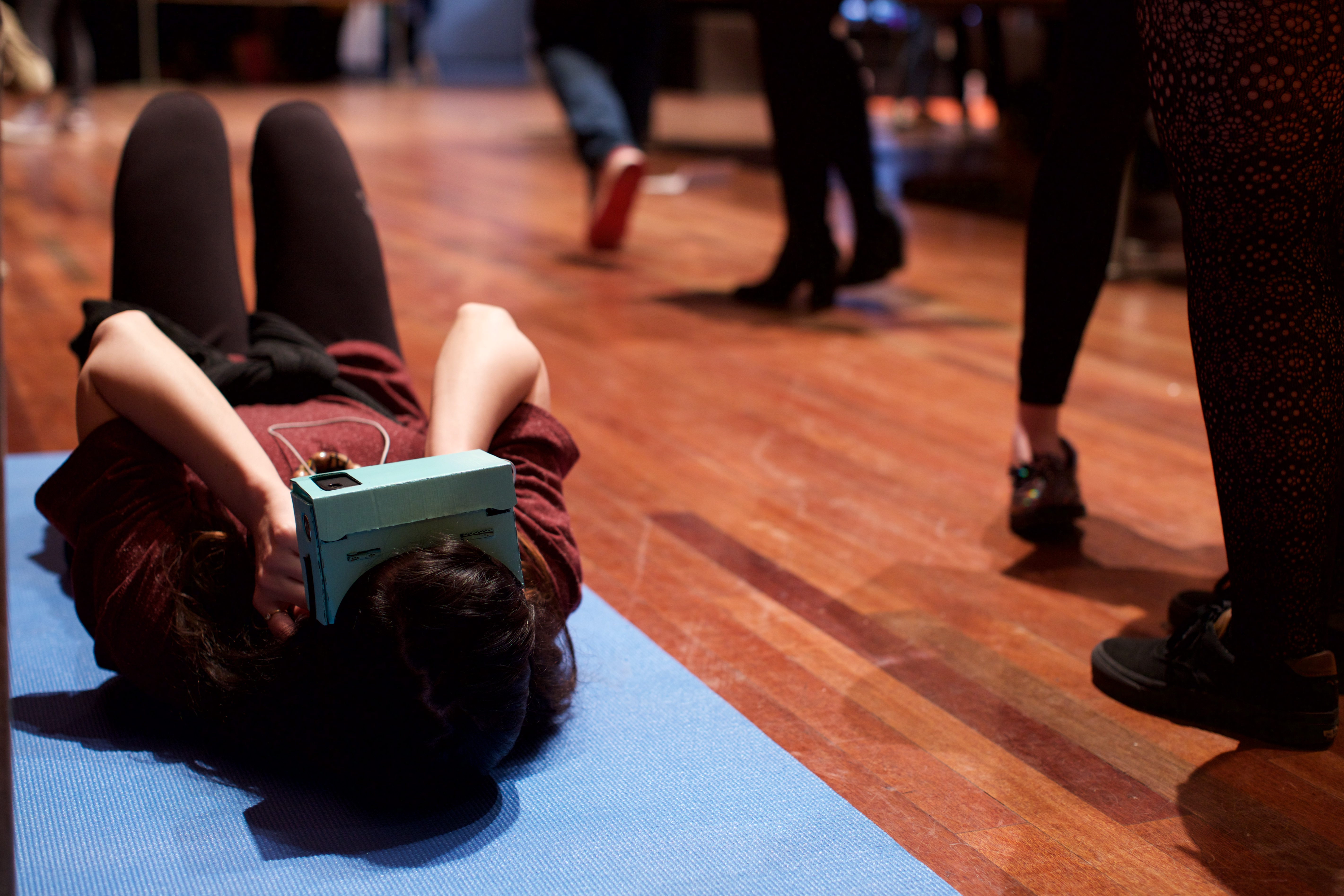
Personen upplever virtuell verklighet (VR) via Google Cardboard.